# Rie Takahashi
Rie Takahashi (高橋 李依?, Takahashi Rie; prefettura di Saitama, 27 febbraio 1994) è una doppiatrice e cantante giapponese.
È affiliata a 81 Produce. Ha avuto un ruolo da protagonista nella serie televisiva anime Sore ga seiyū!, dove è entrata a far parte del gruppo musicale Earphones. Ha doppiato Futaba Ichinose in Sore ga seiyū!, Megumin in Konosuba! - This Wonderful World, Emilia in Re:Zero - Starting Life in Another World, Takagi-san in Non mi stuzzicare, Takagi!, Mash Kyrielight in Fate/Grand Order, Mirai Asahina/Cure Miracle in Mahō tsukai Pretty Cure!, Dan Kouzo in Bakugan Battle Planet, Hu Tao in Genshin Impact, Tomo in Tomo-chan Is a Girl! e Ai Hoshino in Oshi no ko - My Star. La doppiatrice ha anche eseguito varie sigle per le serie appena elencate e ha anche vinto il premio come miglior esordiente femminile alla decima edizione dei Seiyū Awards.

## Biografia
Takahashi è nata nella prefettura di Saitama. Mentre era al liceo ha visto Magica Doremì, Higurashi no naku koro ni e Soul Eater, notando che molti personaggi maschili erano doppiati da doppiatrici. Rimanendone colpita, ha deciso di intraprendere una carriera nel doppiaggio. È entrata a far parte del club di trasmissione della sua scuola durante il suo terzo anno di liceo e ha anche vinto una menzione speciale per la recitazione vocale alla quarta High School Animation Fair. Durante il suo terzo anno di liceo, Takahashi ha partecipato a un'audizione sponsorizzata dall'agenzia di doppiaggio 81 Produce. Dopo il diploma di scuola superiore, ha frequentato la scuola di formazione della relativa società, 81 Actor's Studio. Pur continuando con le sue lezioni, è entrata a far parte del gruppo di doppiatori Anisoni∀, insieme a Reina Ueda, Chiyeri Hayashida e Kayoto Tsumita. Dopo essersi diplomata all'81 Actor's Studio nel 2013, è entrata ufficialmente a far parte di 81 Produce.  Ha svolto molti lavori part-time come nei supermercati e in una fabbrica di reggiseni.
Nel 2013, ha interpretato personaggi secondari o comparse in varie serie, come in Stella Women's Academy, High School Division Class C³, Driland e Aikatsu. Ha anche interpretato il ruolo di una studentessa in una diretta di doppiaggio del manga online Pokémon Card Game XY: Yarouze!. Nel 2015, ha interpretato il suo primo ruolo da protagonista come Futaba Ichinose nella serie televisiva anime Sore ga seiyū!. Takahashi, insieme alle doppiatrici delle co-protagoniste della serie, Marika Kōno e Yuki Nagaku, ha formato il gruppo Earphones. Nello stesso anno, è stata scelta per doppiare i personaggi Miki Naoki in School-Live! e Kaon Lanchester in Comet Lucifer. Insieme alle doppiatrici delle co-protagoniste di School-Live! Inori Minase, Ari Ozawa e Mao Ichimichi, ha cantato la sigla di apertura della serie, Friend shitai (ふ・れ・ん・ど・し・た・い? lett. "Voglio che diventiamo amiche"). A marzo del 2016, Takahashi ha ricevuto il premio come miglior esordiente alla decima edizione die Seiyū Awards. È stata poi scelta per doppiare Megumin nella serie televisiva anime Konosuba! - This Wonderful World; Insieme alle doppiatrici delle co-protagoniste della serie Sora Amamiya e Ai Kayano ha eseguito la sigla di chiusura della prima stagione della serie, intitolata Chīsana bōken-sha (ちいさな冒険者? lett. "Piccolo avventuriero"). Ha anche doppiato Noct Leaflet in Saijaku muhai no Bahamut, OL in Digimon Universe: Appli Monsters, Mirai Asahina in Mahō tsukai Pretty Cure!, e Code Omega 00 Yufilia in Ange Vierge. Ha successivamente doppiato Emilia nella serie anime Re: Zero - Starting Life in Another World ed eseguito la seconda sigla di chiusura della serie, Stay Alive. Nello stesso anno, è stata scelta per interpretare il personaggio Mash Kyrielight nel videogioco mobile Fate / Grand Order, in sostituzione di Risa Taneda, che si era fermata all'inizio di quell'anno per motivi di salute. Nel 2017, Takahashi ha ripreso il ruolo di Megumin nella seconda stagione di Konosuba! - This Wonderful World. Lei, Amamiya e Kayano hanno interpretato la sigla di chiusura della serie, intitolata O uchi ni kaeritai (おうちに帰りたい? lett. "Voglio andare a casa"). Ha anche interpretato Aqua Aino in Love Tyrant, ed Ernesti Echevarria in Knight's & Magic. Nel 2018, ha doppiato Takagi nella serie televisiva anime Non mi stuzzicare, Takagi! e anche cantato le sigle di chiusura della serie. Ha doppiaro anche Tsubasa Katsuki in Comic Girls e Sagiri Ameno in Ghost Inn - La locanda di Yuna. Nel 2019 ha interpretato Nozomi Makino in Magical Girl Spec-Ops Asuka e ha ripreso il suo ruolo di Takagi in Non mi stuzzicare, Takagi!, in cui ha anche cantato le sigle di chiusura della serie.
A febbraio 2021, Takahashi ha annunciato il suo debutto come cantante solista sotto A-Sketch / Astro Voice ad aprile, insieme al lancio del suo fanclub ufficiale, Takaharitsu Riekoukou (たかは私立りえ高校?). Il suo EP di debutto Tōmeina fusen (透明な付箋? lett. "Note adesive trasparenti") è stato pubblicato il 23 giugno 2021. A marzo 2022, invece ha ricevuto il premio come migliore attrice non protagonista alla sedicesima edizione dei Seiyū Awards.

## Doppiaggio

### Anime
- A Galaxy Next Door (Chihiro Ibusuki)
- Akiba Maid War ("Foxy Vixen" Manager)
- Bakugan Battle Planet (Dan Kouzo)
- Gamers! (Riki Misumi)
- Hell's Paradise - Jigokuraku (Yuzuriha)
- I May Be a Guild Receptionist, But I'll Solo Any Boss to Clock Out on Time (Alina Clover)[27]
- Isekai Quartet (Emilia, Megumin)
- KamiKatsu (Dakini/Gohonzon)[28]
- Keijo!!!!!!!! (Rin Rokudo)
- Konosuba! - This Wonderful World (Megumin)
- Laid-Back Camp (Ena Saito)
- Love Tyrant (Akua Aino)
- Non mi stuzzicare, Takagi! (Takagi, Kyunko)
- Oshi no ko - My Star (Ai Oshino)
- Re:Zero - Starting Life in Another World (Emilia, Satella)
- Rurouni Kenshin (serie 2023) (Kaoru Kamiya)
- Shangri-La Frontier (Rust)
- The Maid I Hired Recently is Mysterious (Lilith)[29]
- The Shiunji Family Children (Ouka Shiunji)[30]
- Tomo-chan Is a Girl! (Tomo Aizawa)
- Valkyrie Drive: Mermaid (Noe Oya)
- Dungeon Food (Rinsha)
- Ōsama no proposal: gokusai no majo (Saika Kuozaki)[31]
- Witchy Pretty Cure! (Mirai Asahina/Cure Miracle)
- Witchy Pretty Cure!! ~MIRAI DAYS~ (Mirai Asahina/Cure Miracle)

### Videogiochi
- 404 Game Re:set (Dig Dug)
- Ar nosurge: Ode to an Unborn Star (Tatoria)
- Arknights (Perfumer, Nightmare)
- Azur Lane (USS Massachusetts, USS Montpelier)
- Bombergirl (Kuro)
- Castlevania: Grimoire of Souls (Lucy Westenra)
- Destiny Child (Aria)
- Disgaea RPG (Emilia)
- Dragalia Lost (Fjorm, Ilia)
- Dragon Quest Rivals (Jacqueline)
- Epic Seven (Emilia)
- Fate/Grand Order (Shielder/Mash Kyrielight (2^ voce))
- Fate/Grand Order VR (Mash Kyrielight)
- Final Fantasy XV (Y'jhimei)
- Fire Emblem Heroes (Fjorm, Nifl)
- Genshin Impact (Hu Tao)
- Goddess of Victory: Nikke (Diesel, Emilia)
- Gran Turismo Sport (voce)
- Granblue Fantasy (Erin)
- Kirby Star Allies (Flamberga)
- Kirby Fighters 2 (Flamberga)
- Kirby Return to Dream Land Deluxe (Maschera Flamberga)
- Laid-Back Camp Virtual: Lake Motosu (Ena Saito)
- Laid-Back Camp Virtual: Fumoto Campsite (Ena Saito, voce radio)
- Laid-Back Camp: Have a Nice Day (Ena Saito)
- Last Cloudia (Lilah)
- Magia Record: Puella Magi Madoka Magica Side Story (Sasara Minagi)
- Mary Skelter: Nightmares (Thumbelina)
- Mary Skelter 2 (Thumbelina)
- Mary Skelter Finale (Thumbelina, Gallows)
- Melty Blood: Type Lumina (Mash Kyrielight)
- Monster Hunter Stories 2: Wings of Ruin (Tsukino)
- Persona 5 Tactica (Erina/Eri Natsuhara)
- Phantasy Star Online 2 (Lyudmilla)
- Pokémon Masters EX (Lucinda)
- Radiant Historia: Perfect Chronology (Eruca)
- Shin Megami Tensei: Liberation Dx2 (Ririn Ueda)
- Shinobi Master Senran Kagura: New Link (Toki)
- SINoALICE (Dorothy, Emilia)
- Star Ocean: The Divine Force (Nina Deforges)
- Super Kirby Clash (Flamberga)
- Sushi Striker: The Way of Sushido (Musashi (femmina))
- That Time I Got Reincarnated as a Slime: Isekai Memories (Izis)
- The Caligula Effect (Mihue Shinohara)
- Tower of Fantasy (Huma)
- War of the Visions: Final Fantasy Brave Exvius (Salire)

### Film animati
- Bungo Stray Dogs: Dead Apple (Mizuki Tsujimura)
- Pretty Guardian Sailor Moon Eternal - Il film (VesVes / Sailor Vesta)

### Ruoli di doppiaggio
- Regular Show (CJ)
- Spider-Man - Un nuovo universo (Peni Parker)
- SpongeBob (Signora Puff, da stagione 9)
- Young Justice (Wonder Girl / Cassie Sandsmark)

## Discografia

### Extended play
- 2021 – Tōmeina fusen (透明な付箋?)
- 2023 – Ao o ikiru (青を生きる?)

### Singoli
- 2021 – U-utsu (U撃つ?)
- 2022 – Kyо̄kan sarenakute mo Ii janai (共感されなくてもいいじゃない?)